# Roma Softball Fastpitch
La Roma Softball Fastpitch è la squadra che rappresenta Roma nel Campionato di serie A di Softball maschile, istituito nel 2008. 
Il 27 luglio 2008 la Roma ha vinto il primo campionato italiano di Softball maschile.
Il 12 luglio 2009 a Nettuno la Roma si è confermata Campione Nazionale sconfiggendo la squadra locale e aggiudicandosi il titolo per la seconda volta consecutiva.
La Roma Softball gioca nel Campo di Softball del complesso dell'Acqua Acetosa.

## Storia
La squadra nasce nel 1995 nell'ambito dell'attività di Softball maschile amatoriale, collezionando diversi successi nel corso degli anni, sia in Italia sia in Europa.
Nel 2004, infatti, si è laureata campione di Italia di Softball amatoriale, guadagnando il diritto di partecipare nel 2005 all'European Cup Men "Pole A" di Softball maschile. Nello stesso anno si è classificata seconda nel campionato nazionale amatoriale.

## Trofei amatoriali
1995
1ª classificata "Torneo Farinelli" - Roma
1996
1ª classificata "Torneo Farinelli" - Roma
1997
1ª classificata "Appio Claudio" - Roma
3ª classificata Campionato Italiano
2001
1ª classificata "Torneo Granducato" - Parma
2002
1ª classificata "Torneo Renato Tommasini" - Milano
2004
1ª classificata Campionato Italiano Amatoriale FIBS
2005
2ª classificata Campionato Italiano Amatoriale FIBS
7ª classificata European Cup Men "Pole A" - Anversa (Belgio)
2007
1ª classificata "Torneo Cairo Montenotte"
2ª classificata "Torneo Nizza" - Francia
2008
1ª classificata "Torneo Cairo Montenotte"
1ª classificata Campionato di softball maschile
1ª classificata "Torneo Internazionale di Ginevra"
2009
1ª classificata "Torneo Internazionale di Roma"
1ª classificata Campionato di softball maschile
!° classificata "Torneo Nizza" - Francia
2010
1ª classificata Campionato di softball maschile
2011
1ª classificata Campionato di softball maschile
2012
1ª classificata Torneo Internazionale di Londra - European Coed Club Slowpitch Championship
2013
1ª classificata Campionato di softball maschile
1ª classificata European Cup Men "Pole A"
1ª classificata Baseball Softball Supercup
2014
1ª classificata Torneo Internazionale di Ginevra - Cup's Winner's Cup
2015
1ª classificata Campionato di softball maschile
1ª classificata European Cup Men "Pole A"
1ª classificata Baseball Softball Supercup